# Trogoderma debilius
Trogoderma debilius là một loài bọ cánh cứng trong họ Dermestidae. Loài này được Blackburn miêu tả khoa học năm 1903.